# 无人机竞速

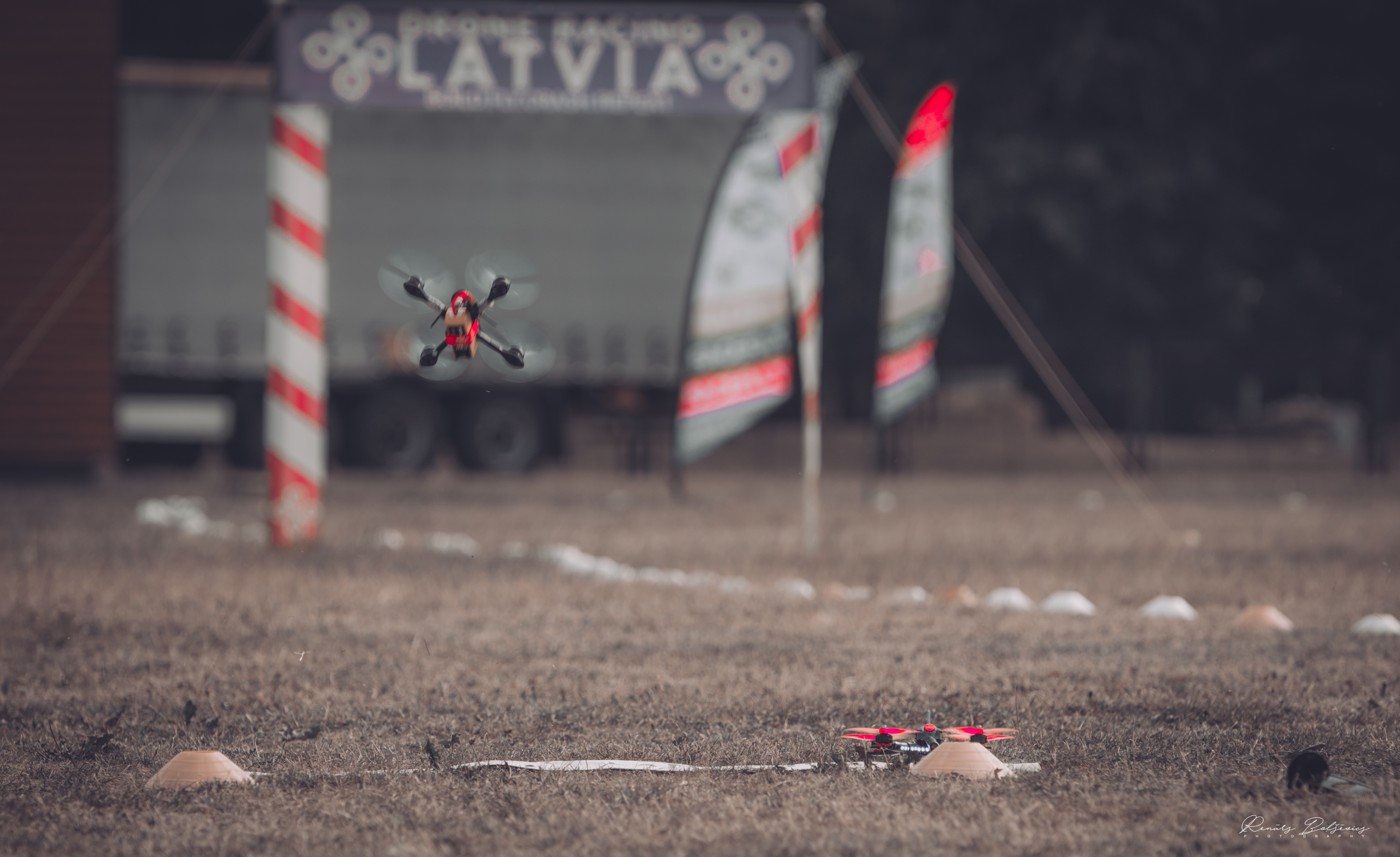
无人机竞速

无人机竞速是一项動力運動，参赛者操作配备有机载攝影機的遙控飛機（通常是小型四轴飞行器以及無人航空載具），操作员操控時要盯著平板显示器（通常安装在手持遙控器上），或者操控時戴着頭戴式顯示器。无人机竞速始于2011年的德国。 